# Five Nights at Freddy's: The Twisted Ones
Five Nights at Freddy's: The Twisted Ones è un romanzo horror fantascientifico del 2017 scritto da Scott Cawthon e Kira Breed-Wrisley, seguito di Five Nights at Freddy’s: The Silver Eyes.

## Trama
1996. Un anno dopo le vicende del capitolo precedente, in seguito a litigi e il conseguente allontanamento dalla zia Jen, Charlie sperimenta un senso di vuoto e incubi riguardanti suo fratello defunto. La ragazza decide di andare a studiare robotica al college di St. George, insieme all'amica Jessica, lì fa amicizia con Arty, un ragazzo della sua stessa classe, che pare sia innamorato della protagonista.
Un giorno, dopo essersi incontrata con John, Charlie si imbatte nell'ufficiale Clay Burke, il quale le chiede di venire con lui per avere una conferma riguardo ad una sua domanda. L’ufficiale porta la ragazza in un campo vicino a Hurricane, lì vi è un cadavere di un uomo con gravi lesioni su tutto il corpo, dopo averle esaminate Charlie conferma che si trattano di ferite causate da serrature a scatto simili a quelli dei primi due robot del padre, ma più grandi. Durante il viaggio di ritorno, Clay racconta alla ragazza di come il Freddy’s sia stato danneggiato da una recente tempesta e di come le cose al suo interno fossero state distrutte o gettate via, infine le racconta che hanno trovato del sangue finto e che il corpo di William Afton non è stato mai rinvenuto, suggerendo implicitamente che potrebbe essere ancora vivo.
La mattina dopo, Charlie e Jessica visitano le rovine del Freddy’s, mentre ispezionano il locale, trovano il corpo senza vita di Afton nel costume Bonnie giallo, rinchiuso in una botola nel Covo dei Pirati, le due ragazze se ne vanno lasciandolo lì. Nel pomeriggio, nella strada verso Hurricane, Charlie scopre con grande orrore un corpo privo di vita di una ragazza dal suo simile aspetto, sul suo corpo sono presente le stesse medesime ferite dell’uomo nel campo. Clay arriva il prima possibile, informandola che quella mattina è stato ritrovato un altro corpo di un uomo con le stesse ferite riportate sulle ultime due vittime; sotto richiesta di Charlie, l’ufficiale le consegna l’indirizzo della casa della vittima, affinché lei possa trovare qualche indizio riguardo a quegli omicidi.
Charlie esplorando l’abitazione non trova niente di utile, tuttavia nota che nel giardino vi sono tre buchi enormi nel terreno dai quali sembra essere fuoriuscito qualcosa. Charlie si affretta ad un altro appuntamento con John raccontandogli gli ultimi sviluppi, infine i due decidono di visitare la casa del padre di Charlie; una volta arrivati Charlie si perde nei suoi ricordi fino a quando non trovarono una stanza segreta aperta dai danni causati dalla tempesta, Charlie nota subito delle grandi fosse come quelle viste precedentemente. In seguito notano un animatrone raccapricciante senza pelo che rassomiglia Foxy, che all'improvviso inizia a cambiare aspetto divenendo una versione demoniaca e distorta del classico Foxy che conoscevano. La volpe tenta di spingere Charlie nel suo petto, che contiene delle serrature a scatto, ma John gli stacca la testa, spegnendolo e riportandolo al suo aspetto originale. Charlie ispezionandolo scopre il motivo di tale trasformazione: un disco capace di emettere un particolare tipo di onde che ingannano le menti degli ascoltatori facendoli credere di vedere cose inesistenti, targato con il marchio “Afton Robotics, LLC”.
Controllando i luoghi in cui erano state ritrovate le vittime, Charlie inizia a credere che i colpevoli degli omicidi siano degli animatroni simile a quel demoniaco Foxy (soprannominati Twisted) e che essi siano alla sua ricerca; per nascondersi durante il giorno, scavano una fossa dalla quale fuoriescono solo al calar delle tenebre. Dopo aver individuato un posto nel quale possono essersi sotterrati, Charlie, John e Jessica vanno a controllare. Arrivati vicino ad un edificio abbandonato notano della terra mossa, e scavando trovarono Twisted Freddy. Poco dopo arriva anche Clay Burke che, vedendo la situazione e l’imminente tramonto, decide di far evacuare la zona usando la scusa di una perdita di gas, in seguito i quattro attendono nella macchina dell’ufficiale il momento in cui gli animatroni si dovrebbero riattivare. All'improvviso si ode un grido, i quattro accorrono ma tutto ciò che vedono è solo una grande ombra che si dirige verso un bosco lì vicino; Charlie segue l’ombra e si ritrova faccia a faccia con Twisted Wolf, un grande lupo grigio che non è ispirato a nessuno delle originali mascotte; l’animatrone apre il petto facendo cadere il corpo di una ragazza e poi scompare nel bosco. Clay arriva immediatamente al soccorso della malcapitata che, nonostante le gravi condizioni, è ancora viva.
Il giorno dopo, senza dirlo a gli altri, Charlie visita una delle case dove stanno andando i Twisted animatroni da sola; sperando di avere una spiegazione riguardo ai suoi continui incubi. Tuttavia venne sorpresa da Twisted Freddy che la spinge dentro di sé, facendola svenire. Nel frattempo Clay, John e Jessica avendo intuito cosa era successo, decidono di chiedere l’aiuto dei vecchi animatroni posseduti del Freddy’s, tenuti segretamente da Clay nella propria cantina (per poter capire come liberare le anime); una volta arrivati, i robot reagiscono alla menzione del nome di William Afton e, approfittando di un momento di distrazione dei tre, scappano dalla casa lasciando una scia di orme che Clay e i ragazzi decidono di seguire.
Intanto, Charlie riprende conoscenza all'interno dell’animatrone, e riesce a fuoriuscire dal robot che era momentaneamente disattivato; la ragazza si ritrova in una pizzeria molto simile al Freddy’s, vagando per le diverse stanze nota diversi animatroni che non aveva mai visto, alcuni che rappresentavano animali come scimpanzé e altri dall'aspetto umanoide, come un bambino animatrone con in mano dei palloncini (Balloon Boy). All'improvviso l’intero posto inizia a mutare divenendo più distorto e raccapricciante confondendo la ragazza che si vede essere inseguita da diversi Balloon Boy. Poco dopo Clay, John e Jessica seguendo le orme arrivando in quella pizzeria sotterranea in tempo per salvare la loro amica distruggendo delle luci dotate di quei particolari dischi per la distorsione della mente.
Poco dopo, compare nuovamente Twisted Freddy che Clay ferma a colpi di pistola distruggendo anche il disco illusorio. In seguito vengono bloccati da Twisted Wolf e da Twisted Bonnie, ma i due robot si fermano al suono di una voce: la voce William Afton. Il Bonnie giallo, con ancora all'interno il cadavere di William, compare e si presenta come Springtrap: William ha ottenuto quello che sperava e che si meritava, ora è anche lui un animatrone e, per le sue azioni, è costretto a patire le stesse sofferenze delle sue vittime. Spiega inoltre che quei robot distorti sono sue creazioni ed ai suoi ordini per tutto il tempo. Dopo aver stordito Springtrap, Clay ed i ragazzi fuggono dai due robot e in seguito Clay riesce a bruciarli utilizzando la sua pistola e della benzina che fuoriusciva da un vecchio contenitore; Charlie vede Springtrap scappare e lo insegue desiderosa di avere risposte a certe domande; mentre John e gli altri si apprestano a seguirla, ma vengono bloccati dai due robot. I due Twisted sono però attaccati da Freddy e gli altri animatroni originali del Freddy's che fermano i Twisted e i Balloon Boy, distruggendoli. 
Intanto, Charlie raggiunge Springtrap, lo combatte e ne esce vittoriosa piantando un pezzo di ferro nel petto del nemico; la ragazza viene raggiunta dai suoi amici e chiede a Springtrap il motivo per cui aveva rapito e ucciso suo fratello Sammy. L’uomo risponde con affermazione enigmatica: "Non ho scelto lui, ma te." facendo infuriare ancora di più la ragazza; Clay interrompe la discussione facendo notare che l’edificio, a causa della lotta tra gli animatroni, sta per collassare; approfittando di un attimo di distrazione, Springtrap scappa grazie ad una botola segreta, gli altri, vista la situazione, non possono fare altro che scappare.
Seguendo un tunnel, si ritrovano sotto la casa di Charlie, dove si trova una porta uguale a quella che vedeva nei suoi incubi, John cerca di convincerla ad andarsene visto il pericolo le rivela di amarla ma subito dopo Charlie viene afferrata da Twisted Freddy, incredibilmente ancora attivo seppur senza un braccio e gambe. L’animatrone spinge nuovamente Charlie dentro di sé, e nonostante gli sforzi di Clay, Jessica e John, i meccanismi della tuta scattano uccidendo Charlie. La polizia arriva subito dopo per portando via i ragazzi. John fa giusto in tempo a vedere, poco prima del crollo, una donna che sta soccorrendo Charlie, poi l'edificio crolla. John, Jessica, Arty e Marla si ritrovarono successivamente in una tavola calda a ripensare alle vicende accadute, alla fine decidono di non cercare altri misteri e segreti lasciando quella triste vicenda alle spalle ricordandosi dei ricordi felici avuti con Charlie.
La storia si conclude con i ragazzi che scambiano erroneamente una ragazza per la loro defunta amica.

## Personaggi
- Charlotte: protagonista del racconto. È una ragazza di 18 anni, bruna e distratta dai suoi sogni e ricordi. Verso la fine del romanzo, viene rivelato da Springtrap che fu lei ad essere uccisa al FredBear's Family Dinner.
- Arty: compagno di classe di Charlie. Sembra innamorato di lei, ma non è ricambiato.
- Dr.essa Treadwell: professoressa di informatica e psicologia di Charlie e Arty.
- John: migliore amico di Charlie. Lavora come ingegnere nella riparazione della città a seguito della tempesta. Ama Charlie e riesce a rivelare i suoi sentimenti venendo ricambiato.
- Jessica: migliore amica di Charlie e sua compagna di stanza nel dormitorio del college. È piuttosto introversa e vivace.
- Clay Burke: padre di Carlton, amico di Charlie, e capo della polizia locale. Nel romanzo antecedente aveva scoperto tutta la verità sul caso dei bambini scomparsi, in questo capitolo è più presente e molto interessato al caso. Dopo la tempesta che si abbatte su Hurricane, porterà via di nascosto gli Animatroni del Freddy's rinchiudendoli nella cantina. Questo evento porterà a una rottura con sua moglie e i due finiscono per lasciarsi.
- Zia Jen: zia paterna di Charlie, si è occupata di lei dal suicidio del padre. All'inizio del romanzo, le due litigano bruscamente. Sarà presente al rinvenimento del corpo della nipote.
- Vecchi animatroni: sono le vecchie mascotte del ristorante Freddy Fazbear's Pizza e antagonisti nel romanzo precedente. Sono posseduti dalle anime dei bambini uccisi da William, tra cui Michael. Dopo la tempesta, vengono portati via dal ristorante e chiusi in una cantina a casa di Clay. Non si muoveranno più per un anno, marcendo e arrugginendo. Distruggeranno i Twisted animatroni alla fine del romanzo, aiutando i protagonisti.
- Twisted animatroni: sono antagonisti del racconto. Sono rispettivamente una versione contorta di Freddy Fazbear, Bonnie e Foxy; vi è anche un nuovo animatrone, Twisted Wolf. Tutti e quattro sono in realtà normali robot mezzi distrutti con delle serrature a scatto nel ventre; il loro aspetto viene modificato da un dischetto che induce allucinazioni all'ascoltatore, essi appaiono come creature spaventose, raccapriccianti e organiche. Questi animatroni sono stati costruiti da William Afton per rapire e uccidere Charlie. Twisted Freddy sembra essere il più aggressivo. Twisted Chica esiste, ma non appare mai e viene solo menzionata nel libro. Questi animatroni non esistono nei giochi.
- Springtrap: antagonista principale del libro ed assassino degli originali cinque bambini. Il suo cadavere viene ritrovato nell' Freddy's. Ha fondato la Afton Robotics, la sua azienda privata di robotica. In seguito alla sua morte nel libro precedente, è diventato un tutt'uno con la tuta di SpringBonnie, rinominandosi Springtrap. Guida i Twisted animatroni, che ha costruito egli stesso e usa per ottenere la sua vendetta su Charlie.
- Ballon Boy:  È un animatrone con l'aspetto di un bambino che tiene in mano un mazzo di palloncini è un cartello con la scritta Palloncini! Questo personaggio è presente anche nell'universo dei giochi.
- Vecchio Golden Freddy: È il vecchio Golden Freddy del Freddy's. Insieme a tutti gli altri animatroni, viene recuperato da Clay e messo in cantina. A differenza dei suoi compagni, in questo romanzo non fa' niente e resta sempre fermo. Non è chiaro se sia ancora posseduto da Michael o no, in quanto sembra aver perso i suoi poteri sovrannaturali e Jhon non avverte la presenza del amico.

## Critica
Il romanzo è stato criticato più pesantemente del predecessore a causa della storia confusionaria e difficile da seguire, e per alcuni buchi di trama. Tuttavia, la maggiore presenza di suspense ed elementi horror è stata molto apprezzati dai fan.

## Edizioni
Scott Cawthon e Kira Breed-Wrisley, Five Nights at Freddy's: The Twisted Ones, traduzione di Maria Bastanzetti, Il Castoro, 2017.